# Batik
Batik je dekorativna tehnika pomoću voska; kombinirana tehnika štafelajskog slikarstva. 
Papir - batik - poznata tehnika u tradiciji dekoracije tekstila. Ovdje se crtež voštanom kredom premazuje akvarelnom bojom - hidrofilna boja se prima samo na mjestima gdje nije masno (vosak), tako da linije premazane voskom ostaju intaktne. Ovo se još zove i reserve tehnika.